# Liste der Wappen im Kreis Dithmarschen
Diese Liste zeigt die Wappen des Kreises Dithmarschen (Schleswig-Holstein) mit seinen Städten, Gemeinden und Ämtern.

## Kreiswappen

Karte Dithmarschen, Schleswig-Holstein
Kreiswappen Dithmarschen[1] (Details)

## Amtsfreie Städte und Gemeinden

Brunsbüttel[2], Stadt
Heide[3], Stadt

## Ämter

### Amt Burg-Sankt Michaelisdonn

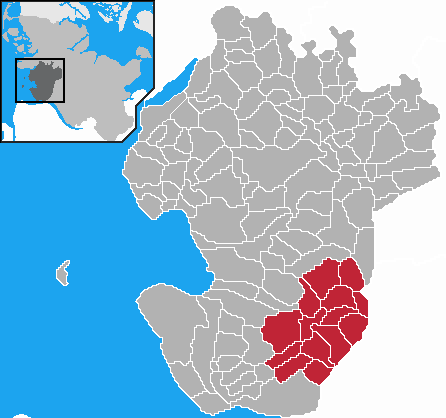
Lage des Amtes
Wappen Amt Burg-Sankt Michaelisdonn[4]

Averlak[5]
Brickeln[6]
Buchholz[7]
Burg (Dithmarschen)[8]
Dingen[9]
Eddelak[10]
Eggstedt[11]
Frestedt[12]
Großenrade[13]
Hochdonn[14]
Kuden[15]
Quickborn[16]
Sankt Michaelisdonn[17]
Süderhastedt[18]

### Amt Büsum-Wesselburen

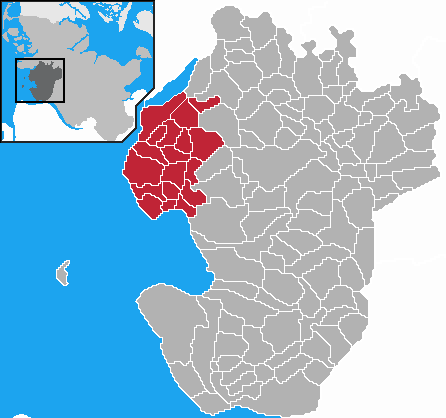
Lage des Amtes
Wappen Amt Büsum-Wesselburen[19]

Büsum[20]
Büsumer Deichhausen
Friedrichsgabekoog
Hedwigenkoog[21]
Hellschen-Heringsand- Unterschaar
Hillgroven
Norddeich[22]
Oesterdeichstrich
Oesterwurth
Reinsbüttel[23]
Schülp[24]
Strübbel
Süderdeich[25]
Warwerort[26]
Wesselburen[27], Stadt
Wesselburener Deichhausen
Wesselburenerkoog
Westerdeichstrich[28]

### Amt Kirchspielslandgemeinde Heider Umland

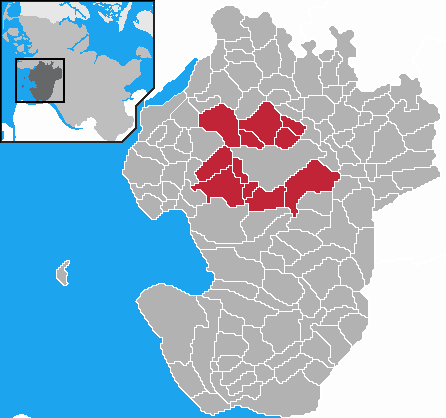
Lage des Amtes
Wappen Amt KLG Heider Umland[29]

Hemmingstedt[30]
Lieth[31]
Lohe-Rickelshof[32]
Neuenkirchen[33]
Norderwöhrden[34]
Nordhastedt[35]
Ostrohe[36]
Stelle-Wittenwurth[37]
Weddingstedt[38]
Wesseln[39]
Wöhrden[40]

### Amt Kirchspielslandgemeinden Eider

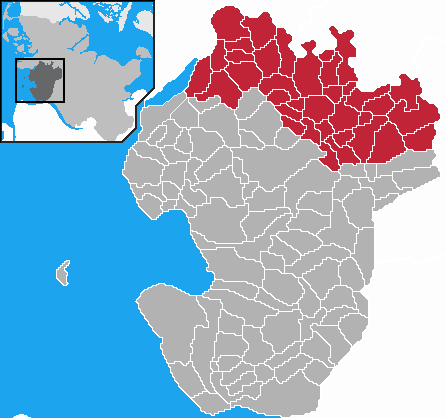
Lage des Amtes
Wappen Amt Kirchspielslandgemeinden Eider[41]

Barkenholm[42]
Bergewöhrden
Dellstedt[43]
Delve[44]
Dörpling
Fedderingen
Gaushorn
Glüsing
Groven[45]
Hemme[46]
Hennstedt[47]
Hollingstedt[48]
Hövede
Karolinenkoog[49]
Kleve[50]
Krempel[51]
Lehe[52]
Linden[53]
Lunden[54]
Norderheistedt
Pahlen[55]
Rehm-Flehde-Bargen[56]
Sankt Annen[57]
Schalkholz
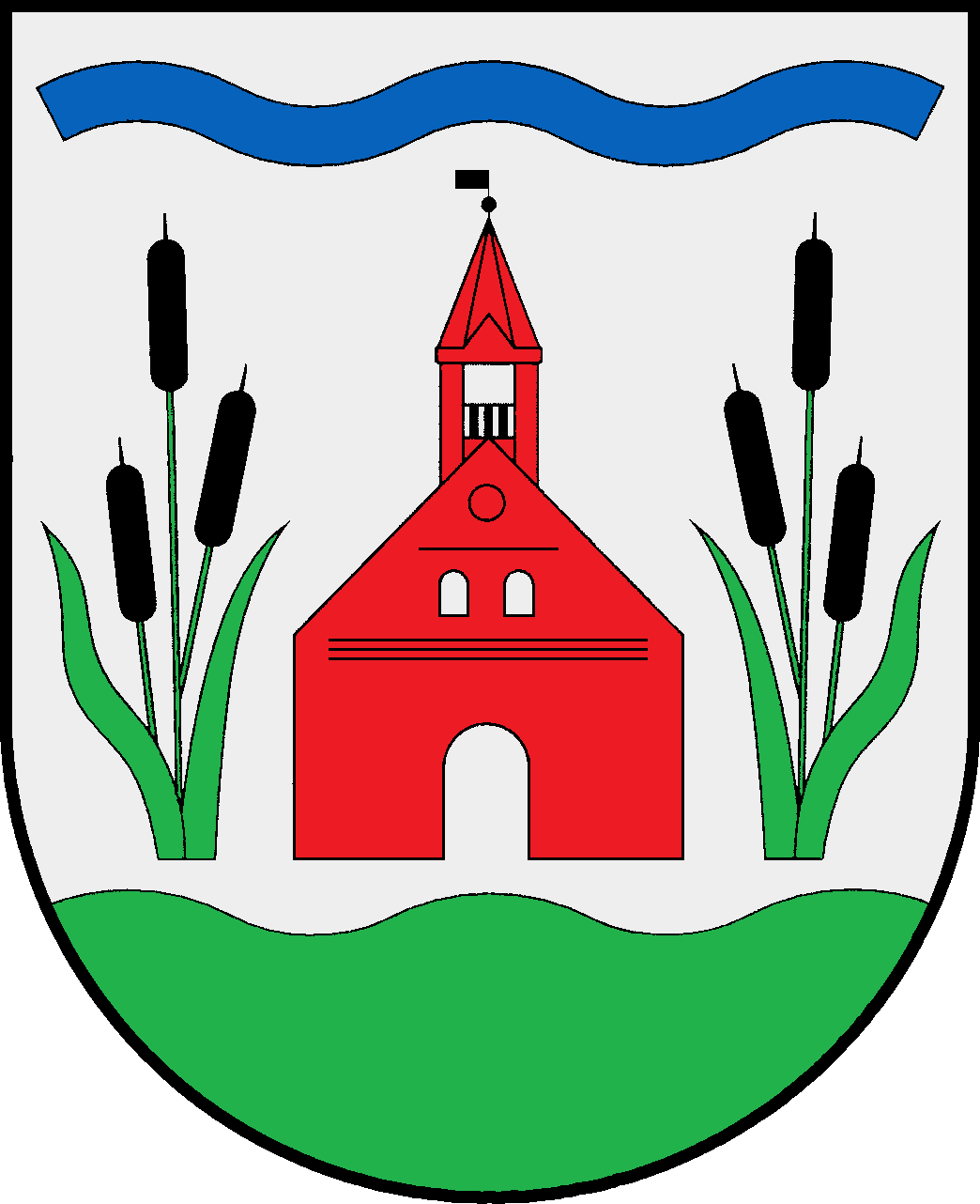
Schlichting
Süderdorf[59]
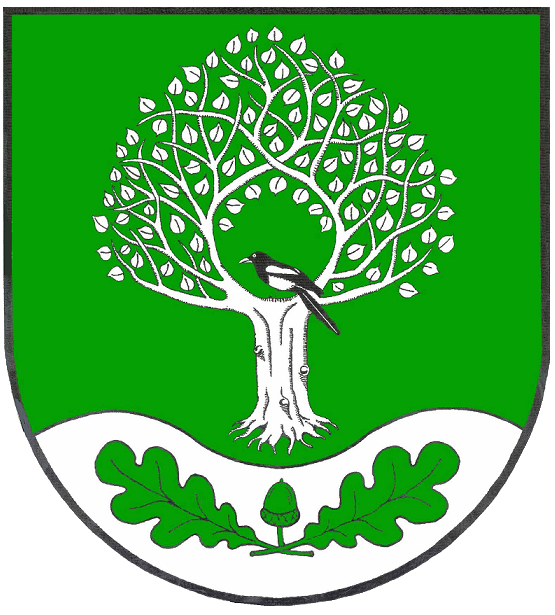
Süderheistedt
Tellingstedt[61]
Tielenhemme
Wallen
Welmbüttel
Westerborstel
Wiemerstedt
Wrohm[62]

### Amt Marne-Nordsee

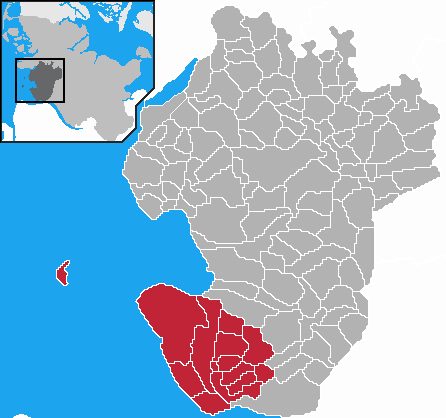
Lage des Amtes
Wappen Amt Marne-Nordsee[63]

Diekhusen-Fahrstedt
Friedrichskoog
Helse[64]
Kaiser-Wilhelm-Koog[65]
Kronprinzenkoog[66]
Marne[67], Stadt
Marnerdeich[68]
Neufeld[69]
Neufelderkoog
Ramhusen
Schmedeswurth
Trennewurth
Volsemenhusen

### Amt Mitteldithmarschen

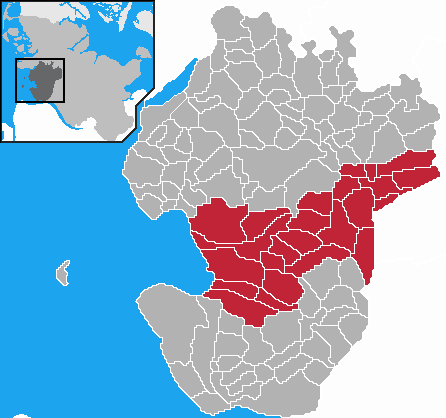
Lage des Amtes
Wappen Amt Mitteldithmarschen[70]

Albersdorf[71]
Arkebek
Bargenstedt[72]
Barlt[73]
Bunsoh[74]
Busenwurth[75]
Elpersbüttel
Epenwöhrden[76]
Gudendorf[77]
Krumstedt[78]
Immenstedt
Meldorf[79], Stadt
Nindorf[80]
Nordermeldorf
Odderade
Offenbüttel[81]
Osterrade[82]
Sarzbüttel[83]
Schafstedt[84]
Schrum
Tensbüttel-Röst[85]
Wennbüttel
Windbergen[86]
Wolmersdorf[87]

## Ehemalige Ämter

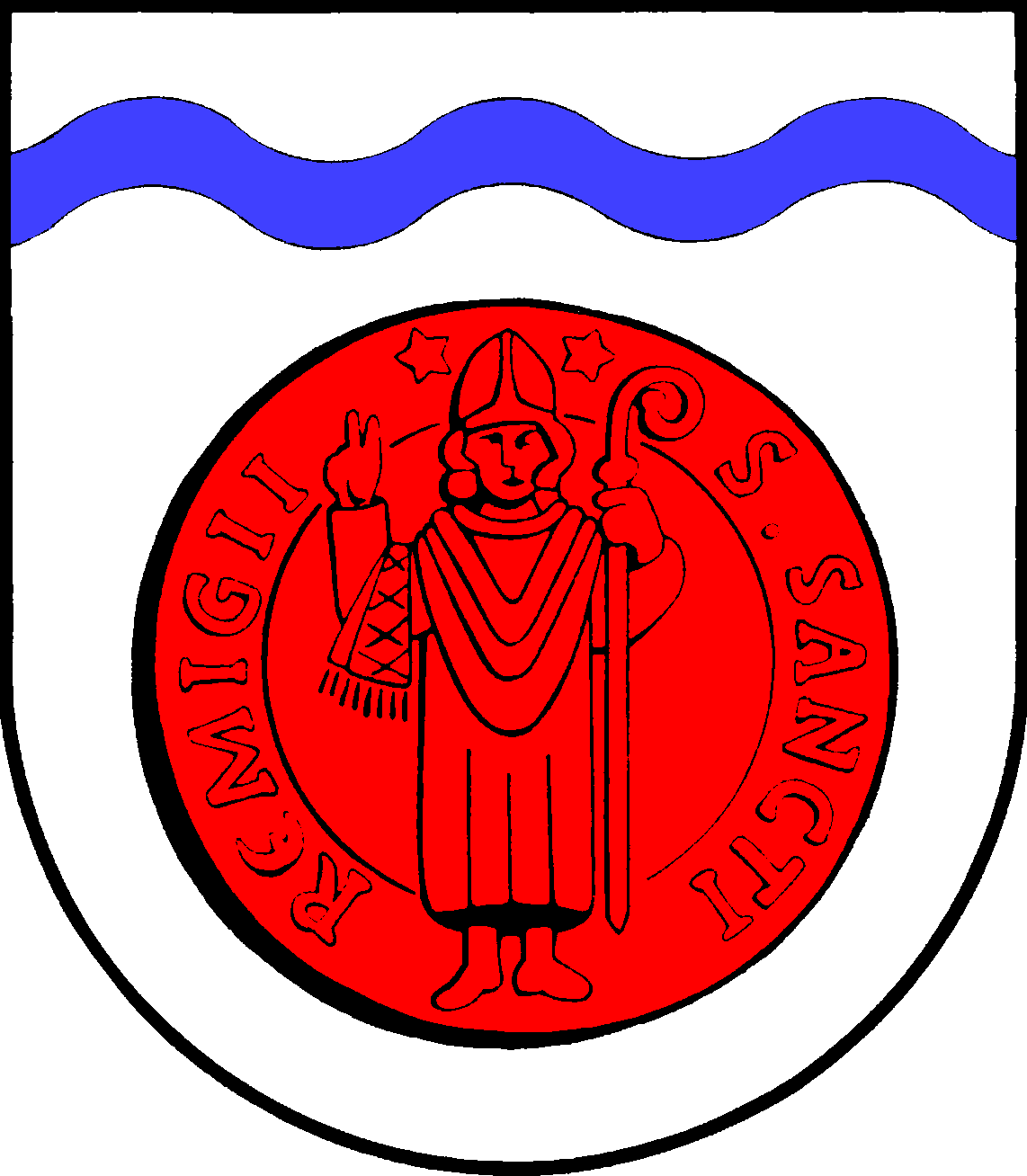
Wappen Amt KLG Albersdorf
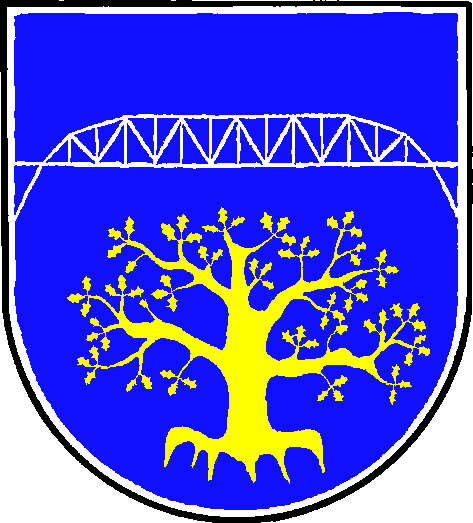
Amt KLG Burg-Süderhastedt
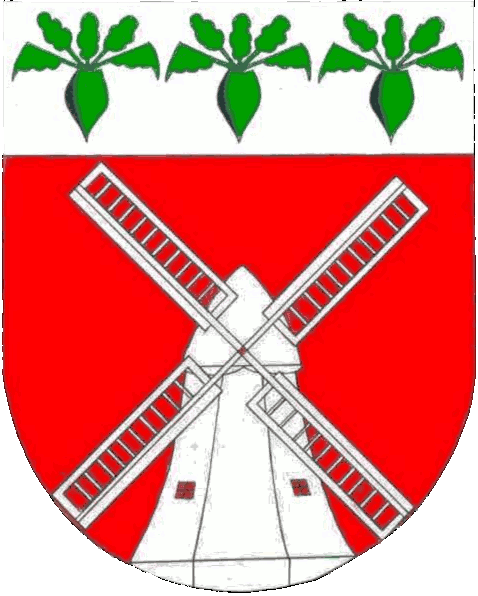
Amt KLG Eddelak-St. Michaelisdonn
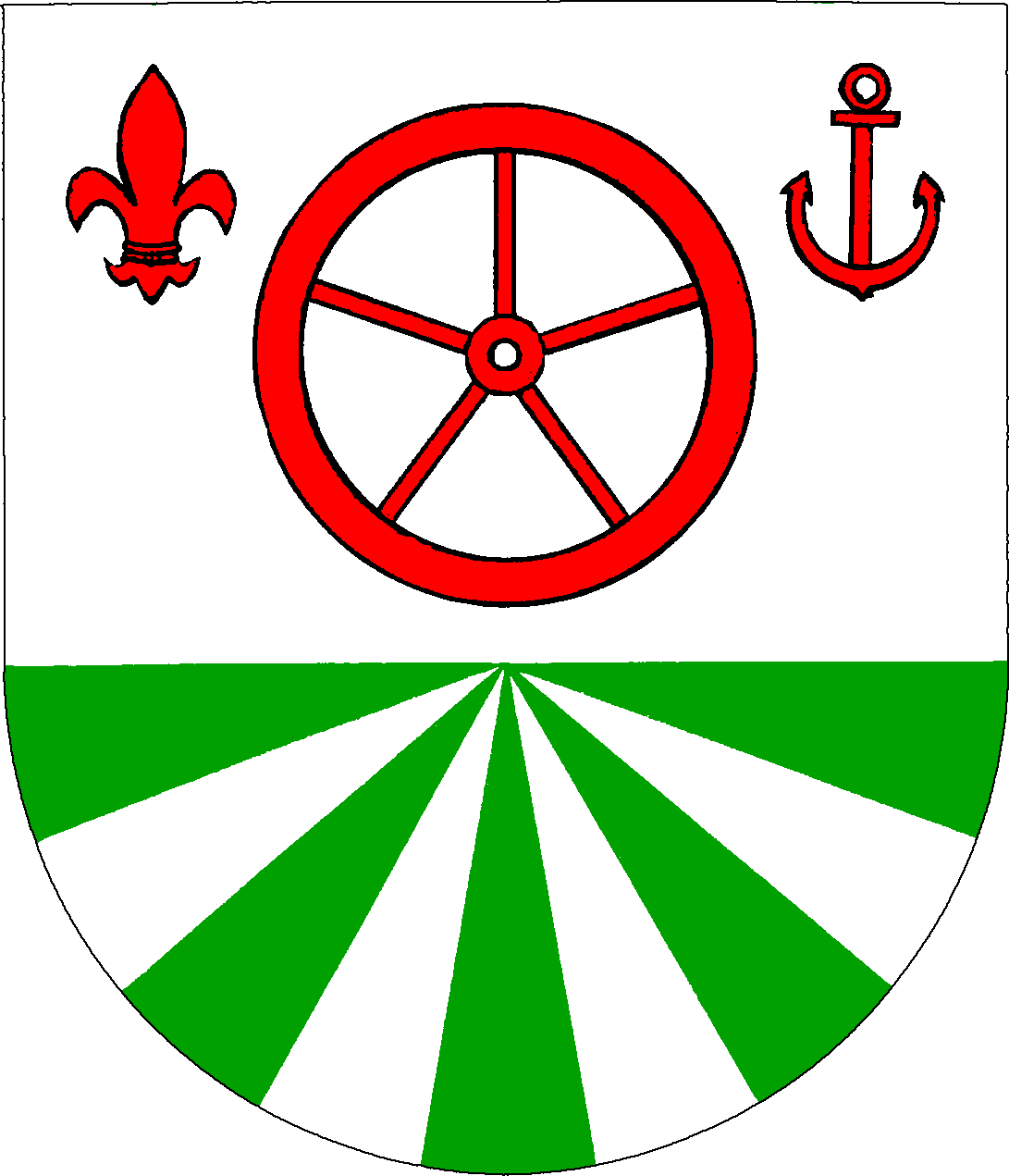
Amt KLG Heide-Land
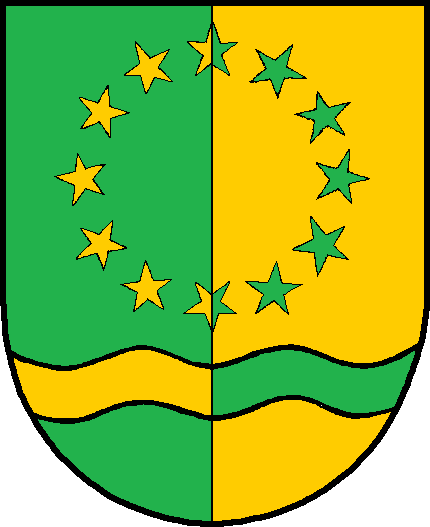
Amt KLG Hennstedt
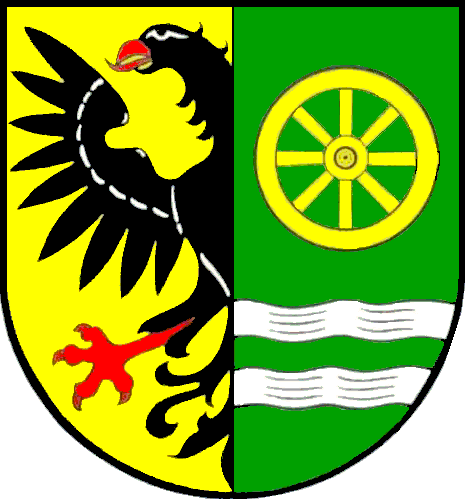
Amt KLG Lunden
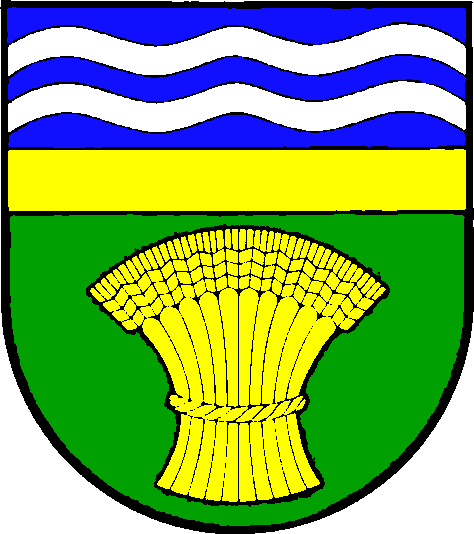
Amt KLG Marne-Land
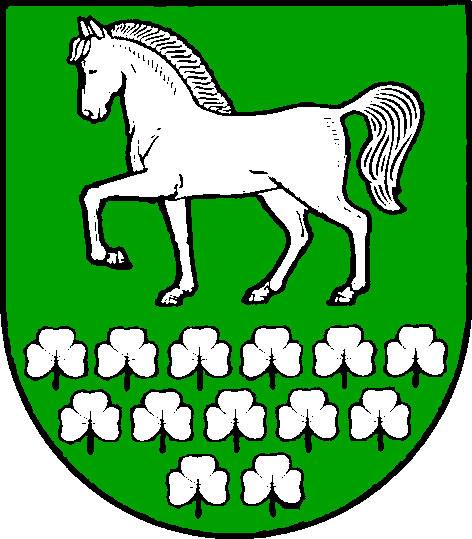
Wappen Amt KLG Meldorf-Land
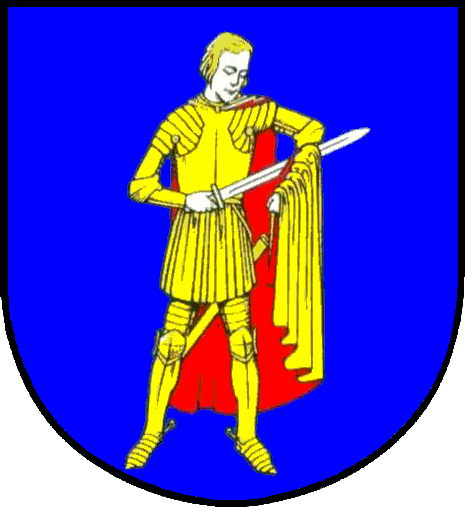
Amt KLG Tellingstedt
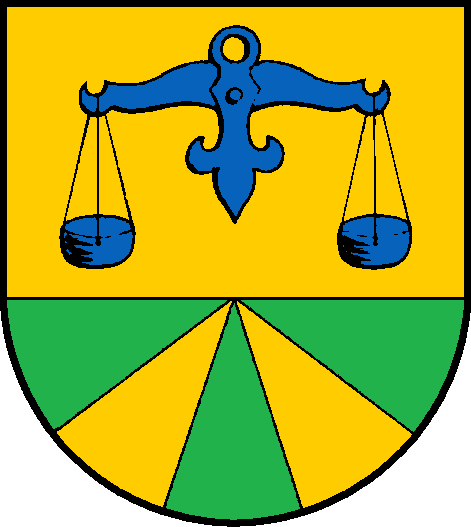
Amt KLG Weddingstedt

Das Wappen des ehemaligen Amtes Kirchspielslandgemeinde Büsum wird vom Amt Büsum-Wesselburen weitergeführt.

## Blasonierungen
1. ↑  Kreis Dithmarschen: „In Rot auf silbernem galoppierenden Pferd mit goldenem Sattel, goldenem Zaumzeug und blauer Satteldecke ein golden gerüsteter, ein silbernes Schwert über dem Kopf schwingender Reiter mit silbernem Helmbusch.“ (Kommunale Wappenrolle Schleswig-Holstein)
2. ↑  Brunsbüttel: „In Rot ein schräglinker silberner Wellenbalken, den, schräglinks gekreuzt, ein Anker mit Ring und ein Spaten in verwechselten Farben überdecken.“ (Kommunale Wappenrolle Schleswig-Holstein)
3. ↑  Heide: „In Rot der barhäuptige, silbern gerüstete Ritter St. Jürgen, der auf dem Leib eines auf dem Rücken liegenden silbernen Drachens steht und seinen Speer in den Rachen desselben stößt. Rechts wird der Ritter von einem aufgerichteten Anker und links von einem Heidebüschel begleitet. Das Haar, der Gürtel, die Sporen und der Speer des Ritters, die Augen des Drachens, der Anker und die Wurzeln des Heidebüschels sind golden, während das Heidebüschel selbst grün und dessen Blüten lila tingiert sind.“ (Kommunale Wappenrolle Schleswig-Holstein)
4. ↑  Amt Burg-Sankt Michaelisdonn: „In Blau unter der stilisierten silbernen Kanalbrücke bei Hochdonn ein goldenes Flügelkreuz einer holländischen Windmühle über zwei auswärts gewendete silberne Eichenblätter.“ (Kommunale Wappenrolle Schleswig-Holstein)
5. ↑  Averlak: „Über silbernem, mit drei blauen Wellenfäden belegtem Wellenschildfuß in Silber die grüne Silhouette eines mit zwei giebelständigen Häusern bestandenen Hügels; darüber zwei gekreuzte blaue Spaten.“ (Kommunale Wappenrolle Schleswig-Holstein)
6. ↑  Brickeln: „In Silber ein blauer Wellenbalken, begleitet oben von einem grünen Birkenzweig, unten von einem achtspeichigen roten Wasserrad.“ (Kommunale Wappenrolle Schleswig-Holstein)
7. ↑  Buchholz: „Geviert. 1 und 4 in Silber ein bewurzelter grüner Laubbaum, 2 und 3 in Grün ein silbernes Rotbuchenblatt.“ (Kommunale Wappenrolle Schleswig-Holstein)
8. ↑  Burg (Dithmarschen): „In Silber auf goldenem, mit zwei blauen Wellenbalken belegtem Dreiberg eine zweitürmige rote Burg mit geschlossenem blauen Tor, darüber zwei ins Kreuz gestellte blaue Schlüssel.“ (Kommunale Wappenrolle Schleswig-Holstein)
9. ↑  Dingen: „Von Grün und Gold im Wellenschnitt schräglinks geteilt. Oben ein auffliegender (heraldischer) Habicht, unten ein Kastanienblatt in verwechselten Farben.“ (Kommunale Wappenrolle Schleswig-Holstein)
10. ↑  Eddelak: „In Grün über einer goldenen heraldischen Krone eine silberne holländische Windmühle mit fast ebenerdiger Galerie.“ (Kommunale Wappenrolle Schleswig-Holstein)
11. ↑  Eggstedt: „Über grünem Schildfuß, darin ein silberner Wellenbalken, in Gold eine übereck gestellte schwarze Egge. In den Oberecken je ein aus einem Blatt zwischen zwei Eicheln bestehender grüner Eichenzweig.“ (Kommunale Wappenrolle Schleswig-Holstein)
12. ↑  Frestedt: „In Grün zwischen zwei liegenden goldenen Eichenblättern, einem linksgewendeten oben und einem rechtsgewendeten unten, ein liegender, vorn konkav, hinten konvex gebogener und in der Mitte ausgebrochener silberner Wellenbalken.“ (Kommunale Wappenrolle Schleswig-Holstein)
13. ↑  Großenrade: „In Grün schräg gekreuzt eine silberne Axt und eine silberne Rodungshacke über einem silbernen Eichenstumpf mit vier austreibenden Blättern.“ (Kommunale Wappenrolle Schleswig-Holstein)
14. ↑  Hochdonn „Von Silber und Grün geteilt. Oben, schwebend, die auf zwei Fundamentblöcken ruhende blaue Eisenbahnbrücke von Hochdonn, unten zwei an den Stielen sich kreuzende, aus jeweils einem Blatt und einer Eichel bestehende silberne Eichenzweige; zwischen diesen eine einzelne gestielte silberne Eichel.“ (Kommunale Wappenrolle Schleswig-Holstein)
15. ↑  Kuden: „Von Gold und Blau im Schrägstufenschnitt geteilt. Oben schräg gekreuzt eine grüne Getreideähre und ein grüner Wanderstab, unten eine aus einem Palisadenkreis bestehende silberne Burg mit offenem Tor.“ (Kommunale Wappenrolle Schleswig-Holstein)
16. ↑  Quickborn: „In Grün über zwei fächerförmig gestellten, an den Stielen gekreuzten silbernen Eichenblättern ein goldener Brunnen, bestehend aus Steinbecken, Säule und zwei Röhren, aus denen goldenes Wasser in das Becken fließt. Zu beiden Seiten der Brunnensäule ein silbernes Eichenblatt.“ (Kommunale Wappenrolle Schleswig-Holstein)
17. ↑  Sankt Michaelisdonn: „In Blau ein barhäuptiger, bärtiger Mann (St. Michael) mit blondem Haar in goldener bäuerlicher Kleidung, der einem auf dem Rücken liegenden, rotbewehrten goldenen Drachen eine Lanze mit goldenem Schaft und einem silbernen Sensenblatt als Spitze in den Hals stößt und oben rechts von vier ins Kreuz gestellten goldenen Windmühlenflügeln begleitet wird.“ (Kommunale Wappenrolle Schleswig-Holstein)
18. ↑  Süderhastedt: „In Grün über zwei gekreuzten, aufrechten silbernen Schwertern drei pfahlweise gestellte silberne (heraldische) Rosen mit grünen Butzen zwischen zwei begrannten Getreideähren.“ (Kommunale Wappenrolle Schleswig-Holstein)
19. ↑  Amt Büsum-Wesselburen: „In Silber der golden nimbierte heilige Clemens in golden bordiertem roten Ornat und mit erhobener linker Hand, der in der rechten Hand einen aufrechten schwarzen Anker hält. Ihm unterlegt ist ein breiter, mit drei silbernen Wellenfäden belegter blauer Wellenbalken.“ (Kommunale Wappenrolle Schleswig-Holstein)
20. ↑  Büsum: „In Silber der rote, in der Mitte silberne, unterhalb der Laterne von zwei Galerien umgebene Büsumer Leuchtturm; links daneben ein den Sockel des Leuchtturms mit dem Heck teilweise überdeckender, nach links fahrender blauer Büsumer Krabbenkutter ohne Segel und ohne Netze.“ (Kommunale Wappenrolle Schleswig-Holstein)
21. ↑  Hedwigenkoog: „In Rot auf grünem Hügel ein kampfbereiter, schwarz bewehrter silberner Schwan, einen golden bekrönten silbernen Aal im Schnabel haltend.“ (Kommunale Wappenrolle Schleswig-Holstein)
22. ↑  Norddeich: „In Rot ein goldener Sparren, oben rechts und links je ein silberner Stern, unten eine silberne schräg linksgerichtete wachsende Hellebarde.“ (Kommunale Wappenrolle Schleswig-Holstein)
23. ↑  Reinsbüttel: „Durch einen geteilten, oben silbernen, unten blauen Wellenbalken von Grün und Gold geteilt. Oben eine silberne Reetdachkate in Traufensicht, unten ein schwarzer hölzerner Bauernwagen.“ (Kommunale Wappenrolle Schleswig-Holstein)
24. ↑  Schülp: „Geviert. 1 in Grün über silbernen Wellenfaden eine silberne Begonie, 2 in Silber über grünem Wellenfaden ein auf einem nach oben stark abgeflachten und seitlich gerade auslaufenden grünen Bogenbalken stehenden grünem Reetdachhaus mit silberner Frontwand, 3 in Silber ein grüner Kohlkopf, 4 in Grün drei fächerförmig angeordnete silberne Ähren.“ (Kommunale Wappenrolle Schleswig-Holstein)
25. ↑  Süderdeich: „In Gold ein sichelförmig gebogener mit zwei nach oben weisenden Blättern rechts und in einem aufrechtweisenden Blatt endender grüner Zweig, daneben ein kleiner schwebender schwarzer Sparren, darunter ein kleines schwarzes Wagenrad.“ (Kommunale Wappenrolle Schleswig-Holstein)
26. ↑  Warwerort: „In Blau über acht silbernen Wellenfäden rechts drei goldene Ähren, links ein goldenes Bauernhaus.“ (Kommunale Wappenrolle Schleswig-Holstein)
27. ↑  Wesselburen: „In Rot ein silbernes Fachwerkhaus mit Pferdeköpfen am Giebel und geschlossenem Tor auf grünem Hügel, der mit einer silbernen Leiste belegt ist; von ihr gehen drei silberne Pfähle fächerförmig zum unteren Schildrand aus.“ (Kommunale Wappenrolle Schleswig-Holstein)
28. ↑  Westerdeichstrich: „In Gold eine eingebogene, am oberen Schildrand abgestumpfte blaue Spitze, darin eine silberne widersehende Seejungfrau, begleitet oben rechts von einer grünen Windmühle und oben links von einem grünen Marschspaten.“ (Kommunale Wappenrolle Schleswig-Holstein)
29. ↑  Amt KLG Heider Umland: „In Rot ein silberner, von elf silbernen Pflugscharen umgebener Schild, darin unter einer blauen Waage ein fünfspeichiges rotes Rad.“ (Kommunale Wappenrolle Schleswig-Holstein)
30. ↑  Hemmingstedt: „Gesenkt geteilt. Oben in Silber, wachsend und schräg gekreuzt, eine an der Kreuzungsstelle zerbrochene, das holsteinische Nesselblattfähnchen tragende schwarze Lanze und eine schwarze Hellebarde, unten in Rot ein goldener Brand.“ (Kommunale Wappenrolle Schleswig-Holstein)
31. ↑  Lieth: „Von Silber und Grün geteilt, oben eine linksgewendete grüne Erdölpumpe, unten ein linksgewendeter silberner Pflug. “ (Kommunale Wappenrolle Schleswig-Holstein)
32. ↑  Lohe-Rickelshof: „Von Silber und Rot schräglinks geteilt. Oben ein grüner Eichenzweig mit einem Blatt und einer Eichel, unten ein achtspeichiges, sechzehnzähniges silbernes Maschinenrad.“ (Kommunale Wappenrolle Schleswig-Holstein)
33. ↑  Neuenkirchen: „Über grünem Schildfuß, darin ein silbernes Wollgras, in Gold die rote Neuenkirchener Kirche.“ (Kommunale Wappenrolle Schleswig-Holstein)
34. ↑  Norderwöhrden: „Von Rot und Grün durch einen leicht nach links versetzten silbernen Wellenpfahl, dieser belegt mit zwei blauen Wellenfäden, gespalten. Rechts ein silbernes Windrad, links fächerförmig zur Spaltung sieben goldene Ähren.“ (Kommunale Wappenrolle Schleswig-Holstein)
35. ↑  Nordhastedt: „In Silber eine mit einer gefällten Hellebarde bewaffnete, mit bloßen Füßen in niedrigem Wasser watende Frauengestalt in Altdithmarscher Tracht mit goldgesäumtem, golden gegürtetem grünen Rock mit reicher goldener Brustverzierung und roter, mit einem breiten goldenen Knopfband verzierter Kagel.“ (Kommunale Wappenrolle Schleswig-Holstein)
36. ↑  Ostrohe: „In Silber ein rechts von einem grünen Eichenblatt, links von einer grünen Ähre begleiteter, unten einen beblätterten schwarzen Rohrkolben einschließender roter Sparren.“ (Kommunale Wappenrolle Schleswig-Holstein)
37. ↑  Stelle-Wittenwurth: „Geviert von Grün und Silber mit aufgebogener Teilungslinie; in vertauschten Farben überdeckt oben mit einem Bauernhaus (Frontalansicht), unten mit zwei auswärts weisenden, an den Stielen sich kreuzenden, aufrechten Eichenblättern.“ (Kommunale Wappenrolle Schleswig-Holstein)
38. ↑  Weddingstedt: „Geteilt von Rot und Silber. Oben ein durchgehendes silbernes Andreaskreuz, unten eine blaue Waage.“ (Kommunale Wappenrolle Schleswig-Holstein)
39. ↑  Wesseln: „Unter blauem Wellenschildhaupt in Gold ein grüner Hügel, darüber drei bewurzelte grüne Laubbäume in der Stellung 1 : 2.“ (Kommunale Wappenrolle Schleswig-Holstein)
40. ↑  Wöhrden: „In Silber ein grüner Hügel, darauf eine rote Kirche mit silbernem Sockel, zwei schmale blaue Wellenbalken überdeckend. Oben links zwei gekreuzte grüne Schwerter.“ (Kommunale Wappenrolle Schleswig-Holstein)
41. ↑  Amt Kirchspielslandgemeinden Eider: „Durch einen geteilten, oben blauen, unten silbernen Wellenbalken von Gold und Grün stark erhöht geteilt. Unten über einem goldenen Wagenrad zwei gekreuzte silberne Schwerter, in den Winkeln oben, links und rechts begleitet von je einem goldenen Stern.“ (Kommunale Wappenrolle Schleswig-Holstein)
42. ↑  Barkenholm: „Von Gold und Grün durch einen blauen und silbernen Wellenbalken schräglinks geteilt, oben ein grünes schräglinkes Birkenblatt mit Fruchtstand, unten sieben goldene 1 : 2 : 2 : 2 gestellte Ziegelsteine.“ (Kommunale Wappenrolle Schleswig-Holstein)
43. ↑  Dellstedt: „In Gold ein blauer Wellenbalken zwischen einem linksgewendeten schwarzen Räderpflug oben und einem linksgewendeten, silbern abgesetzten schwarzen Birkhahn unten.“ (Kommunale Wappenrolle Schleswig-Holstein)
44. ↑  Delve: „In Grün ein einmastiges goldenes Segelschiff mit Großsegel und Wimpel, darunter ein breites silbernes Wellenband, bestehend aus einem halben Wellenberg, einem Wellental und einem halben Wellenberg.“ (Kommunale Wappenrolle Schleswig-Holstein)
45. ↑  Groven: „Über silbernem Wellenschildfuß, darin ein blauer Fisch, in Grün ein silberner, schwarz aufgezäumter Pferdekopf.“ (Kommunale Wappenrolle Schleswig-Holstein)
46. ↑  Hemme: „In Blau, auf einer lehnenlosen goldenen Bank sitzend, die golden nimbierte und bekrönte silberne Gottesmutter mit goldenem Haar, die in der rechten Hand einen goldenen Rosenstengel hält; mit der linken Hand umfängt sie den auf der Bank stehenden, golden nimbierten silbernen Jesusknaben, der in der linken Hand einen goldenen Lilienstengel hält.“ (Kommunale Wappenrolle Schleswig-Holstein)
47. ↑  Hennstedt: „Unter grünem eingebogenen Schildhaupt, darin ein silberner Wellenbalken, in Gold ein achtspeichiges rotes Rad zwischen zwei leicht gesenkten, unten gekreuzten grünen Weidenzweige.“ (Kommunale Wappenrolle Schleswig-Holstein)
48. ↑  Hollingstedt: „In Gold unter einem schmalen blauen Wellenbalken ein schwarzer Spaten zwischen zwei grünen über Kreuz gestellten belaubten Eichenästen.“ (Kommunale Wappenrolle Schleswig-Holstein)
49. ↑  Karolinenkoog: „In Grün unter drei goldenen Weizenähren nebeneinander, die beiden äußeren auswärts geneigt, eine purpurn gefütterte goldene Königskrone, die oben anstelle von Kugel und Kreuz den Fraktur-Großbuchstaben K zeigt.“ (Kommunale Wappenrolle Schleswig-Holstein)
50. ↑  Kleve: „Von Rot und Silber durch abgerundete linke Schrägstufe geteilt. Oben ein steigendes silbernes Pferd, unten zwei blaue Wellenbalken.“ (Kommunale Wappenrolle Schleswig-Holstein)
51. ↑  Krempel: „Gespalten von Gold und Grün. Vorn ein halber, rot bewehrter schwarzer Adler am Spalt, hinten eine bewurzelte silberne Kiefer.“ (Kommunale Wappenrolle Schleswig-Holstein)
52. ↑  Lehe: „Über blauem, durch Wellenschnitt abgeteiltem Schildfuß gespalten von Gold und Rot. Rechts am Spalt ein rotbewehrter, schwarzer halber Adler, links am Spalt eine goldene halbe Lilie.“ (Kommunale Wappenrolle Schleswig-Holstein)
53. ↑  Linden: „Gespalten von Silber und Rot. Vorn in schwarzem, mit einem silbernen Balken belegtem Schildfuß wurzelnd ein grüner Lindenbaum am Spalt, der einen kleineren, ebenfalls im Schildfuß wurzelnden grünen Lindenbaum teilweise überdeckt. Hinten am Spalt das silberne holsteinische Nesselblatt.“ (Kommunale Wappenrolle Schleswig-Holstein)
54. ↑  Lunden: „Gespalten. Vorn in Gold ein rotbewehrter, schwarzer halber Adler am Spalt, hinten in Silber ein mit dem Griff nach oben gestellter roter Rost.“ (Kommunale Wappenrolle Schleswig-Holstein)
55. ↑  Pahlen: „Von Grün und Blau durch einen schmalen silbernen Wellenbalken gesenkt geteilt. Oben drei schwebende goldene abgerundete Pfähle, der mittlere verkürzt, über diesem ein natürlich tingierter Kiebitz, unten ein silbernes Boot.“ (Kommunale Wappenrolle Schleswig-Holstein)
56. ↑  Rehm-Flehde-Bargen: „In Grün ein schräglinker silberner Wellenbalken, begleitet oben von drei goldenen Eichenblättern in der Stellung 2 : 1, unten von einem schräggestellten, schwebenden goldenen Dreiberg.“ (Kommunale Wappenrolle Schleswig-Holstein)
57. ↑  St. Annen: „In Silber die golden nimbierte, mit einem roten Kleid und einem grünen Mantel bekleidete heilige Anna, ein aufgeschlagenes Buch in den Händen haltend. Im blauen Wellenschildfuß drei silberne Karauschen in der Stellung 2 : 1, die untere linksgewendet.“ (Kommunale Wappenrolle Schleswig-Holstein)
58. ↑  Schlichting: „In Silber über grünem Wellenschildfuß eine rote Kirche mit schwarzer Wetterfahne, rechts und links begleitet von je einem grünsten Rohrkolben mit schwarzem Kolben, darüber ein schwebender blauer Wellenbalken.“ (Kommunale Wappenrolle Schleswig-Holstein)
59. ↑  Süderdorf: „Geviert. 1 in Silber ein grünes Hufeisen mit nach oben gekehrten Stollen, 2 und 3 in Blau eine an der Vierung angeschnittene schwebende goldene Sonne, 4 in Silber ein grünes Laubblatt.“ (Kommunale Wappenrolle Schleswig-Holstein)
60. ↑  Süderheistedt: „Über silbernem Schildfuß mit jochförmiger Teilungslinie, darin zwei abgekehrte, an den Stielen gekreuzte grüne Eichenblätter, die eine grüne Eichel einschließen, in verwechselten Farben ein bewurzelter Lindenbaum mit kreuzweise verschlungenen Zweigen, in deren ausgesparter Mitte sich eine natürlich tingierte Elster niederlässt.“ (Kommunale Wappenrolle Schleswig-Holstein)
61. ↑  Tellingstedt: „In Blau als Kniestück in Frontalansicht ein golden gerüsteter, barhäuptiger Ritter, der unter dem abgewinkelten linken Arm seinen rotgefütterten goldenen Umhang mit einem silbernen Schwert durchschneidet (St. Martin). Oben links ein silberner Krug.“ (Kommunale Wappenrolle Schleswig-Holstein)
62. ↑  Wrohm: „Durch einen in der Mitte aufgebogenen silbernen Balken von Blau und Grün geteilt. Oben zwei einander zugewendete, springende silberne Fische, unten ein silberner Ochsenkopf.“ (Kommunale Wappenrolle Schleswig-Holstein)
63. ↑  Amt Marne-Nordsee: „Von Grün und Blau durch zwei silberne Wellenfäden geteilt. Oben eine fliegende silberne Möwe, unten ein dreizinniges silbernes Tor.“ (Kommunale Wappenrolle Schleswig-Holstein)
64. ↑  Helse: „In Grün die goldene, in der durchbohrten Mitte blaue, einem Windrad ähnliche plastische Figur des Bildhauers Paul Heinrich Gnekow an der Sporthalle in Helse.“ (Kommunale Wappenrolle Schleswig-Holstein)
65. ↑  Kaiser-Wilhelm-Koog: „In Blau, aus dem unteren Schildrand wachsend, ein goldenes Ährenfeld, bestehend aus zehn unbegrannten Weizenähren nebeneinander, belegt mit elf in Form des lateinischen Buchstabens W angeordneten blauen Kornblumenblüten; darüber drei 2 : 1 gestellte silberne Möwen mit goldenen Schnäbeln.“ (Kommunale Wappenrolle Schleswig-Holstein)
66. ↑  Kronprinzenkoog: „Auf schwarzem Boden in Gold ein bärtiger, mit grünem Hut, grünem Hemd, grüner Weste, grüner Hose und grünen Stiefeln bekleideter Sämann, der aus einem silbernen, um die Schulter zu einem Sack gebundenen Tuch goldene Körner ausstreut.“ (Kommunale Wappenrolle Schleswig-Holstein)
67. ↑  Marne: „In Blau über durchgehender silberner Zinnenmauer mit offenem Tor, darin ein goldenes Fallgitter, der wachsende, golden nimbierte und gekleidete heilige Matthäus, der ein silbernes Beil mit rotem Griff hält, begleitet beidseitig von je einem silbernen Ring.“ (Kommunale Wappenrolle Schleswig-Holstein)
68. ↑  Marnerdeich: „Gespalten durch einen grünen Pfahl. Vorn in Silber sechs blaue Wellenbalken; hinten von Gold, bestreut mit roten Dreiecken. “ (Kommunale Wappenrolle Schleswig-Holstein)
69. ↑  Neufeld: „In Blau unter drei goldenen Weizenähren und über einem goldenen Wellenbalken im Schildfuß ein silberner Kahn mit Steuerruder und seitlichem Ruder.“ (Kommunale Wappenrolle Schleswig-Holstein)
70. ↑  Amt Mitteldithmarschen: „In Grün ein leicht gesenkter, mit fünf roten Sternen belegter silberner Wellenbalken. Oben ein schreitendes silbernes Pferd, unten eine silberne Krümme eines Bischofsstabes.“ (Kommunale Wappenrolle Schleswig-Holstein)
71. ↑  Albersdorf: „In Grün unter einem aus drei Tragsteinen und einer Deckplatte bestehenden silbernen Steingrab schräg gekreuzt eine goldene Ähre und ein aufrechtes goldenes Schwert.“ (Kommunale Wappenrolle Schleswig-Holstein)
72. ↑  Bargenstedt: „Über grünem Berg, der mit einem aus mehreren Tragsteinen und einem Deckstein bestehenden silbernen Steingrab belegt ist, in Silber drei giebelständige grüne Bauernhäuser 1 : 2.“ (Kommunale Wappenrolle Schleswig-Holstein)
73. ↑  Bunsoh: „Über mit einer Spitze ohne Giebel versehenen blauem Schildfuß, darin ein silberner Wellenbalken, von Rot und Silber durch eine abgerundete Schrägstufe geteilt. Oben ein silbernes Flügelkreuz einer holländischen Windmühle, unten ein blaues Kreuz.“ (Kommunale Wappenrolle Schleswig-Holstein)
74. ↑  Bunsoh: „Von Grün und Silber im Wellenschnitt geteilt. Oben ein aus drei Tragsteinen und einer Deckplatte bestehendes silbernes Steingrab, unten ein unterhalbes blaues Mühlrad. An der rechten Seite der Deckplatte des Steingrabes mehrere schalenförmige Einkerbungen und das eingemeißelte Zeichen eines Radkreuzes.“ (Kommunale Wappenrolle Schleswig-Holstein)
75. ↑  Busenwurth: „Über blauem Wellenschildfuß mit zwei silbernen Wellenfäden zwei abgeflachte grüne Hügel. Darüber in Silber ein roter Glockenturm mit schwarzer Glocke.“ (Kommunale Wappenrolle Schleswig-Holstein)
76. ↑  Epenwöhrden: „In Grün über einem oben breit gezinnten silbernen Schildfuß eine schwebende silberne Steinbrüstung, darüber auf zwei silbernen Säulen ein silberner Findling auf einer schwarzen Platte, rechts und links begleitet von je einer goldenen Ähre.“ (Kommunale Wappenrolle Schleswig-Holstein)
77. ↑  Gudendorf: „Von Rot und Silber durch eine abgerundete Schräglinksstufe geteilt. Oben ein sechszackiger goldener Stern, unten ein liegender grüner Birkenzweig mit zwei hängenden Fruchtständen und links drei Blättern.“ (Kommunale Wappenrolle Schleswig-Holstein)
78. ↑  Krumstedt: „In Grün im Schildhaupt und im Schildfuß je ein schmaler silberner Wellenbalken, dazwischen ein silbernes Rad, oben fächerförmig umgeben von drei giebelständigen goldenen Häusern.“ (Kommunale Wappenrolle Schleswig-Holstein)
79. ↑  Meldorf: „In Silber auf einem grünen Hügel, durch den sich ein mit fünf roten Sternen belegter silberner Bach schlängelt, eine fünftürmige rote Zinnenburg.“ (Kommunale Wappenrolle Schleswig-Holstein)
80. ↑  Nindorf: „Von Grün und Gold in Bogenteilung zum Schildhaupt mittig geteilt, oben über einen schmalen silbernen Bogenbalken drei silberne Haussilhouetten nebeneinander, unten eine grüne Boßelkugel mit silbernen Punkten zwischen zwei grünen Farnwedel.“ (Kommunale Wappenrolle Schleswig-Holstein)
81. ↑  Offenbüttel: „Von Silber und Grün im Wellenschnitt geteilt. Oben eine grüne Knickharfe, unten ein goldener Bauerstock in der Form eines achtkantig geschmiedeten, mit verjüngten Knöpfen abschließenden Eisenstabes, durch dessen vorderes Ende ein Ring gezogen ist.“ (Kommunale Wappenrolle Schleswig-Holstein)
82. ↑  Osterrade: „In Silber über einem roten Dreiberg, der mit einem silbernen Schlüssel mit dem Bart links und unten belegt ist, schräg gekreuzt ein roter Torfspaten mit dem Blatt oben und eine rote Rodungshacke.“ (Kommunale Wappenrolle Schleswig-Holstein)
83. ↑  Sarzbüttel: „In Gold über einem blau-silbernen Wellenschildfuß ein flacher grüner Hügel, darin zwei sich ansehende silberne, gold bewehrte Höckerschwäne. Oben drei grüne Laubblätter.“ (Kommunale Wappenrolle Schleswig-Holstein)
84. ↑  Schafstedt: „In Grün über silbernem Wellenbalken ein silberner Eichbaum zwischen zwei abgewendeten, grasenden silbernen Schafen.“ (Kommunale Wappenrolle Schleswig-Holstein)
85. ↑  Tensbüttel-Röst: „In Rot auf grünem Boden eine silberne Burg, bestehend aus einem hölzernen Palisadenzaun und einem spitzbedachten, mit dem holsteinischen Nesselblattwappen geschmückten, hölzernen Turm. Vor dem geöffneten Burgtor ein silberner Findling, der Bearbeitungsspuren von menschlicher Hand trägt.“ (Kommunale Wappenrolle Schleswig-Holstein)
86. ↑  Windbergen: „In Silber eine gesenkte, schräglinke rote Schrägzinnenmauer, darüber, etwas nach rechts aus der Mitte versetzt, ein blaues Ankerkreuz.“ (Kommunale Wappenrolle Schleswig-Holstein)
87. ↑  Wolmersdorf: „Von Blau und Silber über blau-silbernen Wellenbalken, diese über grünem Schildfuß, im Pfropfschnitt erhöht geteilt. Im silbernen Feld zwei rote Giebelhäuser mit offenem Tor, dazwischen eine rot-schwarze Boßelkugel, darüber ein dreiblättriges grünes Kleeblatt.“ (Kommunale Wappenrolle Schleswig-Holstein)
88. ↑  Amt KLG Albersdorf: „Unter blauem Wellenbalken in Silber der rote Abdruck eines mittelalterlichen Kirchspielsiegels. Das Siegelbild gibt einen Bischof wieder im Messgewand mit der Mitra auf dem Kopf, erhobener rechter Hand und in der linken den Bischofsstab mit auswärts gewendeter Krümme haltend. Zu beiden Seiten der Figur und außerhalb eines inneren Randes die Umschrift: S(IGILLUM) SANCTI REMIGII: Rechts und links der Mitra ein fünfstrahliger Stern.“ (Kommunale Wappenrolle Schleswig-Holstein)
89. ↑  Amt KLG Burg-Süderhastedt: „In Blau ein bewurzelter goldener Eichbaum, darüber die silberne stilisierte Kanalbrücke bei Hochdonn.“ (Kommunale Wappenrolle Schleswig-Holstein)
90. ↑  Amt KLG Eddelak-St. Michaelisdonn: „Unter silbernem Schildhaupt, darin nebeneinander drei grüne Zuckerrüben, in Rot eine wachsende, silberne holländische Windmühle.“ (Kommunale Wappenrolle Schleswig-Holstein)
91. ↑  Amt KLG Heide-Land: „Gesenkt geteilt. Oben in Silber ein rotes Rad mit fünf Speichen, in den Oberecken rechts eine rote Lilie, links ein roter Anker, unten von Grün und Silber neunmal geständert.“ (Kommunale Wappenrolle Schleswig-Holstein)
92. ↑  Amt KLG Hennstedt: „Gespalten von Grün und Gold, überdeckt mit einem zwölfteiligen Sternenkranz über einem Wellenbalken in verwechselten Farben.“ (Kommunale Wappenrolle Schleswig-Holstein)
93. ↑  Amt KLG Lunden: „Gespalten von Gold und Grün. Vorn ein rotbewehrter, halber schwarzer Adler am Spalt, hinten ein goldenes Wagenrad über einem doppelten silbernen Wellenbalken.“ (Kommunale Wappenrolle Schleswig-Holstein)
94. ↑  Amt KLG Marne-Land: „Unter blauem, unten mit einem goldenen Balken abschließendem Schildhaupt, darin zwei silberne Wellen, in Grün eine aus elf Ähren bestehende goldene Garbe.“ (Kommunale Wappenrolle Schleswig-Holstein)
95. ↑  Amt KLG Meldorf-Land: „In Grün über dreizehn 6 : 5 : 2 gestellten silbernen Kleeblättern ein schreitendes silbernes Pferd.“ (Kommunale Wappenrolle Schleswig-Holstein)
96. ↑  Amt KLG Tellingstedt: „In Blau ein golden gerüsteter, barhäuptiger Ritter in Vorderansicht, der unter dem abgewinkelten linken Arm seinen rotgefütterten goldenen Umhang mit einem silbernen Schwert durchschneidet (St. Martin).“ (Kommunale Wappenrolle Schleswig-Holstein)
97. ↑  Amt KLG Weddingstedt: „Gesenkt geteilt. Oben in Gold eine blaue Waage, unten von Grün und Gold fünfmal zur Schildmitte geständert.“ (Kommunale Wappenrolle Schleswig-Holstein)